# Kalentzi
Kalentzi (řecky Καλέντζι –Kalentzi [vyslov: kalendzi]) je horská vesnice v Řecku, v regionální jednotce Achaia na Peloponésu. Od roku 2011 je součástí obce Erymanthos. Žije zde 71 obyvatel (2001). Stejné jméno má i komunita a obecní jednotka z 380 obyvateli. Je známá především tím, že odsud pochází politická dynastie Papandreu, do níž patřil i bývalý řecký premiér Jorgos Papandreu (mladší) (2009–2011).

## Členění obecní jednotky
Obecní jednotka Kalentzi od roku 2011 zahrnuje jedinou komunitu stejného jména. V závorkách je uveden počet obyvatel komunity a sídel.
- Komunita Kalentzi (380) zahrnuje vesnici Abrami (68), Agios Georgios (100), Kalentzi (71), Mpantzaíika (141).

## Dějiny
Poprvé byla osídlena v 12. století, kdy se zde usadily rodiny z okolního území a z této doby pochází i nejstarší kostel. Jméno Kalentzi pochází od albánské aristokratické rodiny, která zde jistou dobu po pádu Byzance sídlila, avšak obyvatelé vesnice vždy mluvili řecky. Během turecké nadvlády se zde usadili Řekové z Epiru, Trikaly (rodina Kakodimeos) a z Konstantinopole (rodina Ikonomu) a později mnohé rodiny z okolního Peloponéského prostředí. Během řecké války za nezávislost mnozí obyvatelé vesnice finančně podporovali povstání.

## Významné rodiny
Z Kalentzi pocházejí významné politické osobnosti Řecka:
- Rodina Stavropulu-Papandreu - významná rodina z níž pochází bývalý premiér Jorgos Papandreu, přičemž jeho otec a dědeček byli také premiéři Řecka. Významný člen byl i Nikos Papandreu, revolucionář za osvobození Makedonie začátkem 20. století.
- Rodina Balasi-Balasopulu - Rodina původem z Epiru, známý byl Balasis Balasopulos, finanční dárce ve válce za nezávislost.
- Rodina Katsifaras - Z této rodiny pochází politik strany PASOK Apostolos Katsifaras.